# Флаг Эстремадуры
Флаг Эстремадуры — флаг автономного сообщества Эстремадура в Испании. Принят 26 февраля 1983. Состоит из трёх равных горизонтальных полос: зелёной, белой и чёрной. На белой полосе располагается герб Эстремадуры, но существует версия флага без герба. Пропорции обеих вариантов флага — 2:3.

## История
Впервые флаг Эстремадуры появляется в 1970-е, когда после смерти Франсиско Франко развилось движение за автономию испанских провинций, выразившееся в том числе и в создании региональных флагов, часть из которых имеет глубокие исторические корни, а часть была создана заново. Среди последних и флаг Эстремадуры, автор которого неизвестен. В 1980-е зелёно-бело-чёрный флаг становится важным символом региональной идентичности. 28 февраля 1983 статья о флаге включается в устав автономного сообщества, и неофициальный до этого момента символ без колебаний принимается в качестве официального.

## Символика
Хотя флаг был создан в новейший период истории, в различных изданиях сообщается, что его символика отсылает к средневековой истории региона. Зелёный цвет обычно связывается с цветом эмблемы рыцарского ордена Алькантара, белый отсылает к цвету знамени королевства Леон, а чёрный к цветам королевства Бадахос.
Существует и курьёзная версия происхождения флага. Утверждается, что он объединяет цвета двух основных футбольных команд Эстремадуры: Касереньо (зелёный и белый) и Бадахос (чёрный и белый).